# Cracovia
KS Cracovia er en polsk fodboldklub.
Grundlagt i 1906, har klubben sin base i Kraków (hovedstaden i voivodskabet Lillepolen) og spiller på Stadion Cracovii ''Józefa Piłsudskiego''.

## Titler
- Polsk Liga (5): 1921, 1930, 1932, 1937, 1948

## Førsteholdstruppen

### Nuværende spillertrup 2019
- Nuværende spillertrup 2019 (90minut.pl)

## Kendte spillere
- Marek Citko
- Damian Dąbrowski
- Guy Feutchine
- Ludwik Gintel
- Kamil Glik
- Wilhelm Góra
- Erik Jendrišek
- Bartosz Kapustka
- Józef Korbas
- Radosław Matusiak
- Krzysztof Pilarz
- Tomasz Rząsa
- Lukasz Sosin
- Leon Sperling
- Witold Wawrzyczek
- Kazimierz Węgrzyn
- Aleksejs Višņakovs

## Danske spillere
- Nicolai Brock-Madsen
- Mikkel Maigaard
- Andreas Skovgaard